# Lorain (Ohio)
Lorain ist eine City im Lorain County im US-Bundesstaat Ohio. Lorain hat 65.211 Einwohner (Stand Volkszählung 2020) auf einer Fläche von 62,8 km². Die Stadt liegt an der Mündung des Black River in den Eriesee westlich von Cleveland. Sie gehört zur Metropolregion Cleveland-Lorain-Elyra.

## Geschichte
Die Ansiedlung hieß zunächst Mouth of Black River und wurde 1807 unter dem Namen Charleston gegründet.
1874 wurde die Stadt Lorain genannt, nach dem County, in dem sie liegt.

## Wirtschaft
In Lorain befand sich ein Betrieb der Ford Motor Company, in dem die Ford E-Serie gebaut wurde. Die Produktion stellte man am 14. Dezember 2005 ein.

## Söhne und Töchter der Stadt
- Ernest Joseph King (1878–1956), Fleet Admiral der US Navy im Zweiten Weltkrieg
- Lenore Tawney (1907–2007), Textilkünstlerin
- Ralph Flanagan (1914–1995), Bandleader, Pianist, Arrangeur und Komponist
- Robert Galambos (1914–2010), Zoologe und Neurowissenschaftler
- Don Les (1914–1994), Mundharmonikaspielerin
- Matthew Yuricich (1923–2012), Spezialeffektkünstler
- Robert Nagy (1929–2008), Opernsänger (Tenor)
- Toni Morrison (1931–2019), Schriftstellerin, Literaturnobelpreis 1993
- Dimitra Arliss (1932–2012), Schauspielerin
- Robert F. Overmyer (1936–1996), Astronaut
- Richard Yuricich (* 1942), Spezialeffekt-Experte und Kameramann
- Don Novello (* 1943), Schauspieler, Drehbuchautor und Filmproduzent
- Edward M. Deliman (* 1947), römisch-katholischer Weihbischof in Philadelphia
- Jerry Evans (* 1968), American-Football-Spieler
- David Kajganich (* 1969), Drehbuchautor und Filmproduzent
- Jason Molina (1973–2013), Independent-Musiker
- Chad Muska (* 1977), Skateboarder
- Naama Kates (* 1985), Schauspielerin[3]